# Токийская товарная биржа
Токийская товарная биржа (англ. Tokyo Commodity Exchange, сокр. TOCOM) — крупнейшая японская универсальная товарная биржа, торгующая фьючерсами и опционами на различные биржевые товары. На её долю приходится 88 % торговли товарными деривативами в Японии.

## Торгуемые товары
На бирже осуществляется торговля фьючерсами и опционами на следующие базовые активы:
- Фьючерсы
  - Металлы
    - Золото
    - Серебро
    - Платина
    - Алюминий
    - Палладий

  - Нефть и нефтепродукты
    - Сырая нефть
    - Керосин
    - Мазут

  - Резина
  - Индексы
    - индекс TOCOM
- Опционы
  - Металлы
    - Золото.

В 2010 году было заключено 31 миллион различных контрактов.
Капитализация биржи на 23 июня 2010 года составляет 1,989 млрд иен (около 24 млн долларов США). Количество сотрудников: 74 человека.

## История
Точкой отсчёта истории Токийской товарной биржи следует признать февраль 1951 года, когда была создана Токийская текстильная биржа, слиянием которой с Токийской биржой каучука и Токийской биржой золота в 1984 году была основана Токийская товарная биржа. Основные этапы становления и развития Токийской товарной биржи представлены в таблице.
| Год  | Месяц    | Событие |
| ---- | -------- | --- |
| 1951 | Февраль  | Создание Токийской текстильной биржи Tokyo Textile Exchange |
| 1952 | Декабрь  | Создание Токийской биржи каучука Tokyo Rubber Exchange |
| 1982 | Февраль  | Создание Токийской биржи золота Tokyo Gold Exchange |
| 1984 | Ноябрь   | Слияние токийских бирж золота, текстиля и каучука в единую Токийскую товарную биржу The Tokyo Commodity Exchange (TOCOM). Перечень торгуемых товаров включает каучук, золото, серебро и платину |
| 1991 | Апрель   | Создание системы электронных торгов |
| 1992 | Август   | Добавление в список биржевых товаров палладиума |
| 1997 | Апрель   | Добавление в список биржевых товаров алюминия |
| 1999 | Июль     | Создание рынка нефтепродуктов: бензин, керосин |
| 2001 | Сентябрь | Добавление в список биржевых товаров сырой нефти |
| 2003 | Январь   | Внедрение новой платформы для электронных торгов |
| 2003 | Июнь     | Создание расчётной палаты при бирже |
| 2003 | Июль     | Подключение к системе, дающей возможность принимать заявки на участие в торгах из-за границы |
| 2003 | Сентябрь | Добавление в список биржевых товаров мазута (англ. Gas Oil) |
| 2004 | Май      | Внедрение торговли золотыми опционами |
| 2005 | Май      | Начало работы новой расчётной палаты Japan Commodity Clearing House Co., Ltd. |
| 2005 | Сентябрь | Начало торговли фьючерсами по резине, драгоценным металлам и алюминию |
| 2006 | Июль     | Начало расчёта ежедневного индекса TOCOM |
| 2007 | Июль     | Начало торговли мини-контрактами на золото |
| 2008 | Ноябрь   | Начало торговли мини-контрактами на платину |
| 2008 | Декабрь  | Реорганизация биржи из формы некоммерческой организации в акционерное общество |
| 2009 | Май      | Внедрение третьего поколения торговой системы. Продление времени торговли |
| 2010 | Март     | Создание рынка по торговле на индекс TOKOM. Фьючерсы на индекс TOKOM. |

## Правила проведения торгов
Торги проводятся в две сессии: дневную (с 9 часов до 15.30) и ночную (с 17.00 до 4.00 утра следующего дня).
Сделки совершаются по стандартным биржевым контрактам в соответствии с биржевыми правилами. Сделки совершаются с использованием системы электронных торгов.